# Monumento "America's Response" (Resposta da América)
O Monumento "America's Response" é uma estátua de bronze a escala 1,5 que está localizada em frente ao Parque da Liberdade, no Museu e Memorial Nacional do 11 de Setembro, na cidade de Nova York. Extraoficialmente é conhecida como Estátua do Soldado a Cavalo. é o primeiro monumento público dedicado às Forças Especiais do Exército dos Estados Unidos.
A estátua é obra do escultor Douwe Blumberg e foi idealizada por um grupo anônimo de banqueiros de Wall Street que perderam amigos nos atentados do 11 de setembro de 2001. Foi inaugurada em 11 de novembro de 2011, numa cerimônia presidida pelo vice-presidente dos Estados Unidos, Joe Biden e pelo General John Mulholland,  comandante do Comando de Operações Especiais do Exército dos Estados Unidos.
A estátua reverencia os homens e mulheres da comunidade de Operações Especiais de Estados Unidos que participaram na resposta aos ataques do 11 de setembro, em especial os operadores que atuaram nos primeiros dias da Operação Enduring Freedom. Esta operação conduziu à derrota inicial dos talibãs no Afeganistão.

## Antecedentes

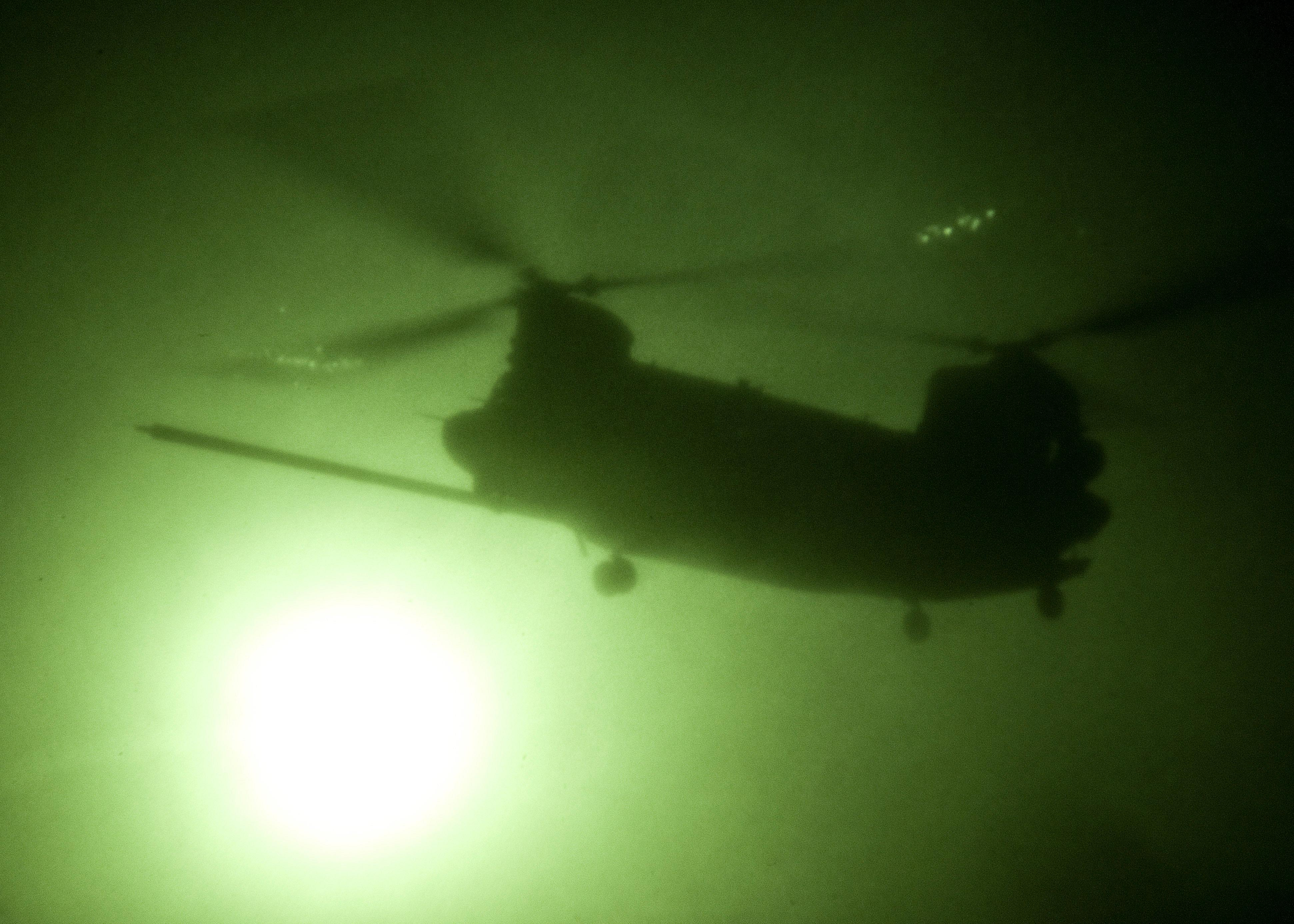
As equipes de Operações Especiais foram inseridas no Afeganistão, durante a noite, a bordo de dois helicópteros MH-47 Chinook

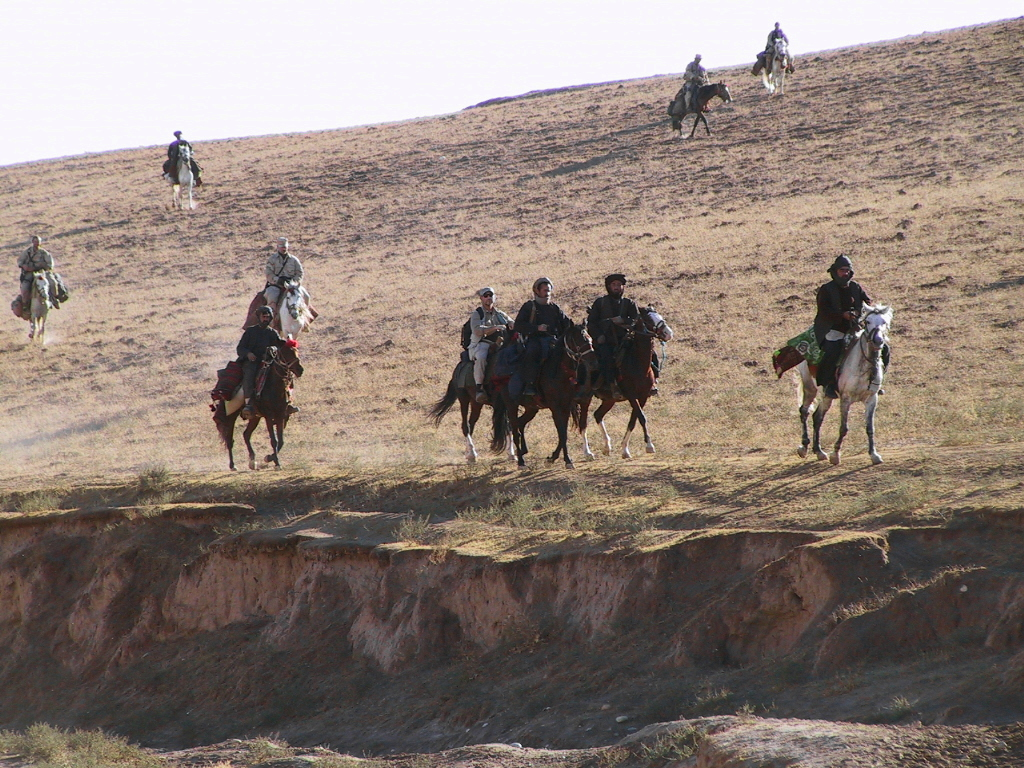
Operadores das Forças Especiais dos Estados Unidos, membros da Força Tarefa Dagger, e forças afegãs montandos a cavalo no norte de Afeganistão em outubro de 2001. Esta foto inspirou Blumberg a realizar sua escultura

O autor da obra, o escultor Douwe Blumberg, inspirou-se numa foto publicada após o começo da guerra do Afeganistão. Como parte da Operação Liberdade Duradoura, o presidente George W. Bush enviou forças infiltradas no Afeganistão para auxiliar a Aliança do Norte a expulsar aos talibãs do país. O grupo, chamado Força Tarefa Dagger, era uma equipe de operações especiais composto por Boinas Verdes do 5º Grupo de Forças Especiais, membros do 160.º Regimento de Aviação de Operações Especiais (SOAR), e Controladores de Combate da Força Aérea.

### Voo para Afeganistão
O Destacamento Operacional Alfa (ODA) 595 foi a segunda equipa da Força Tarefa Dagger a infiltrar-se no Afeganistão. Na primeira operação realizada deste tipo por membros das Forças Armadas Americanas no Afeganistão, seus doze membros deslocaram-se em um helicóptero SOAR MH-47E Chinook partindo de uma antiga base aérea soviética no Uzbequistão, posteriormente denominada como Base Aérea Karshi-Khanabad (ou Base K2, como os operadores das Forças Especiais chamavam). O voo, de mais de 300 quilometros, atravessou as montanhas Kush, que atingem os 4900 metros de altura, em condições de baixíssima visibilidade.
Os soldados desembarcaram  nas terras de um agricultor afegão em 19 de outubro de 2001, a aproximadamente 80 km ao sul de Mazar-e Sarif, no vale Dari-a-Souf. A equipe chegou apenas 39 dias após o ataque da Al Qaeda contra o World Trade Center, no que acreditavam que seria uma missão de um ano.

### Transporte a cavalo
Uma vez no país, os operadores do ODA 595 precisaram de transporte adequado para o difícil terreno montanhoso do norte de Afeganistão. As tribos afegãs aliadas ofereceram-lhes cavalos, e apesar de apenas dois militares tiverem uma pequena experiência com cavalos, os mesmos aceitaram sem problemas.
O capitão Will Summers, líder da equipe das Forças Especiais, disse: "Era como se os Jetsons tivessem se encontrado com os Flintstones". A maioria dos inexperientes cavaleiros logo solicitou a substituição das tradicionais selas de montaria afegãs feitas de madeira, pequenas e muito duras utilizadas pelos soldados da Aliança do Norte. Assim, receberam selas leves de estilo australiano por suprimento aéreo em meados de novembro. A última unidade do Exército dos Estados Unidos a ter recebido treinamento a cavalo foi o 28.º Regimento de Cavalaria, em 1943.

### Ataque inicial contra o Talibã
Em 21 de outubro, a Aliança do Norte, liderada pelo general Dostrum, preparou-se para atacar a vila fortificada de Bishqab, defendida por vários tanques T-54/T-55, alguns BMPs (transporte blindado de pessoal) armados com canhões e metralhadoras, e blindados de artilharia antiaérea ZSU-23, de fabricação soviética.  A Aliança do Norte contava com um total de 1500 membros de cavalaria e outros 1500 de infantaria a pé, apoiados pela equipe de doze membros das do ODA 595 das Forças Especiais e suporte aéreo norte americano. Para atingir o inimigo, cruzaram uma planície aberta de um quilometro entrecortada por sete cristas montanhosas que os deixaram completamente expostos ao fogo inimigo. Às Forças Especiais, a situação recordava-lhes os assaltos históricos da Carga da Brigada ligeira, a batalha de Fredericksburg e a Carga de Pickett em Gettysburg na Guerra da Secessão. Com o apoio dos  bombardeios americanos com sua munição guiada de precisão, atacaram com sucesso os talibãs, muitos dos quais abandonaram suas armas e fugiram.
No dia seguinte, a Aliança do Norte preparou-se para atacar Cobaki. A equipe de Operações Especiais de Estados Unidos guiaram ataques aéreos aos veículos blindados e para a artilharia do inimigo, seguidos por uma carga de cavalaria do General Dostum. Quando parecia que a cavalaria de Dostum sucumbiria ante a reação dos talibãs, os membros do ODA 595 entraram em ação, iniciando uma nova carga a cavalo e ajudaram a ganhar a batalha através de seu exemplo, guiando os membros da Aliança do Norte à vitória. "Foi como no Antigo Testamento", comentou o Tenente Coronel Max Bowers, antigo comandante de uma das três equipas de Forças Especiais que atuaram a cavalo. "Só faltava que Cecil B. DeMille estivesse filmando e que aparecesse Charlton Heston".

### Foto do soldado

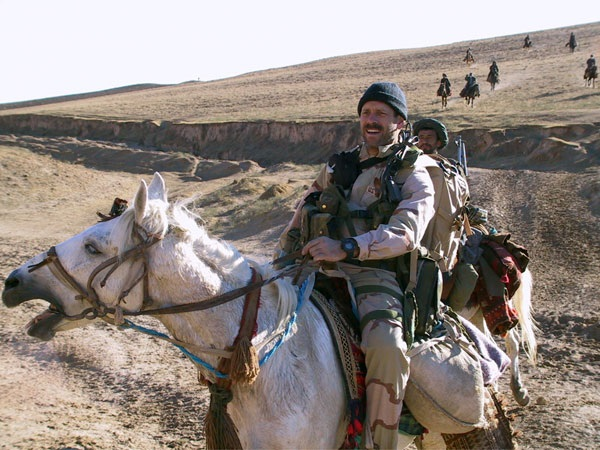
O Sargento Bart Decker, controlador de combate da Força Aérea, montando um cavalo afegão com forças da Aliança do Norte durante os primeiros dias da Operação Liberdade Duradoura

O então secretário de Defesa norte americano Donald Rumsfeld mostrou uma foto dos soldados a cavalo durante uma conferência de imprensa no 15 de novembro de 2001. Quando o escultor Blumberg viu essa imagem, se sentiu compelido a criar uma representação artística. "Fascinou-me a ironia visual de um soldado do século XXI equipado com alta tecnologia, montado em um cavalo montanhês afegão, em um tipo de combate que não sofrera mudanças durante séculos ". Apesar da ampla gama de equipamentos militares de alta tecnologia que levaram à batalha, os confiáveis cavalos afegãos foram essenciais para o sucesso de toda a campanha. As tropas montadas americanas passaram a ser conhecidas informalmente como os "soldados a cavalo".

### Pedaços do World Trade Center
Durante a batalha contra os talibãs, cada um dos membros da equipa Alpha das Forças Especiais levava consigo uma peça de aço recuperada dos escombros do World Trade Center em honra das vítimas do atentado de 11 de setembro. Mais tarde, durante a guerra, cada um deles enterrou sua peça de aço em um ponto significativo na batalha. Bowers elegeu Mazar-e Sarif como o lugar onde enterraria a sua. Este foi o local de uma das batalhas mais duras da operação e também onde o agente da CIA Mike Spann se tornou o primeiro americano morto em combate no Afeganistão.
O escritor Doug Stanton escreveu o livro "Horse Soldiers: The Extraordinary Story of a Band of US Soldiers Who Rode to Victory in Afghanistan" (Soldados a cavalo: A extraordinária história de um grupo de soldados norte americanos que cavalgaram para a vitória no Afeganistão), inspirado pelos acontecimentos que se seguiram aos ataques ao World Trade Center em 11 de setembro de 2011. Nele se registrou a ação de 350 soldados das Forças Especiais, 100 agentes da CIA, e aproximadamente 15 000 guerreiros da Aliança do Norte que derrotaram aproximadamente 50 000 talibãs. O produtor de Hollywood Jerry Bruckheimer comprou os direitos do livro de Stanton e, posteriormente, gravou o filme 12 Heróis.

## Descrição
A estátua foi feita em uma escala de 1,5. A base leva o título da escultura "America's Response Monument" (Monumento à resposta dos Estados Unidos). A estátua tem como subtitulo "De Oppresso Liber", que em latín significa "Para Libertar aos Oprimidos", o lema das Forças Especiais americanas. Uma peça de aço do World Trade Center está incorporada na base do monumento.
Após decidir construir a estátua, Blumberg foi convidado a ir ao Fort Campbell, onde se reuniu com os veteranos da Força Tarefa Dagger e pode então verificar que a sua representação das Forças Especiais não era de todo exata. Os militares colaboraram com ele para assegurar que a reprodução da imagem do cavalo e do soldado fosse feita de maneira fidedigna. Blumberg precisou de mais de seis semanas para esculpir a peça de forma precisa, até o último detalhe. A obra representa um membro das Forças Especiais a cavalo liderando a invasão ao Afeganistão.
O soldado porta um binculo em uma das mãos. Um fuzil M4 com um lançador de granadas M203 pendurado sobre os ombros e o contorno de uma aliança de casamento é visível sob a luva da mão esquerda. Blumberg disse: "Essa é minha forma de tirar o chapéu e reverenciar as esposas, os casais e aludir a tensão nas famílias. É para reconhecer o stress causado pelos diversos desdobramentos".
O cavalo representado é da raça "lokai" (uma espécie de cavalo afegão pequeno) com traços "tersk", indicando a presença de uma raça de cavalos da Europa oriental introduzidos no Afeganistão pelos soviéticos na década de 1980. Na cultura afegã, os soldados só montam garanhões durante as batalhas. Os cavalos podiam ser difíceis de controlar, e a estátua representa ao cavalo arredio. As rédeas são de confecção tradicional afegã e o colar de borlas ajuda a afugentar as moscas do peito e das pernas. A base da estátua reflete as íngremes encostas pelas quais os soldados das Forças Especiais passaram a cavalo.

## Produção

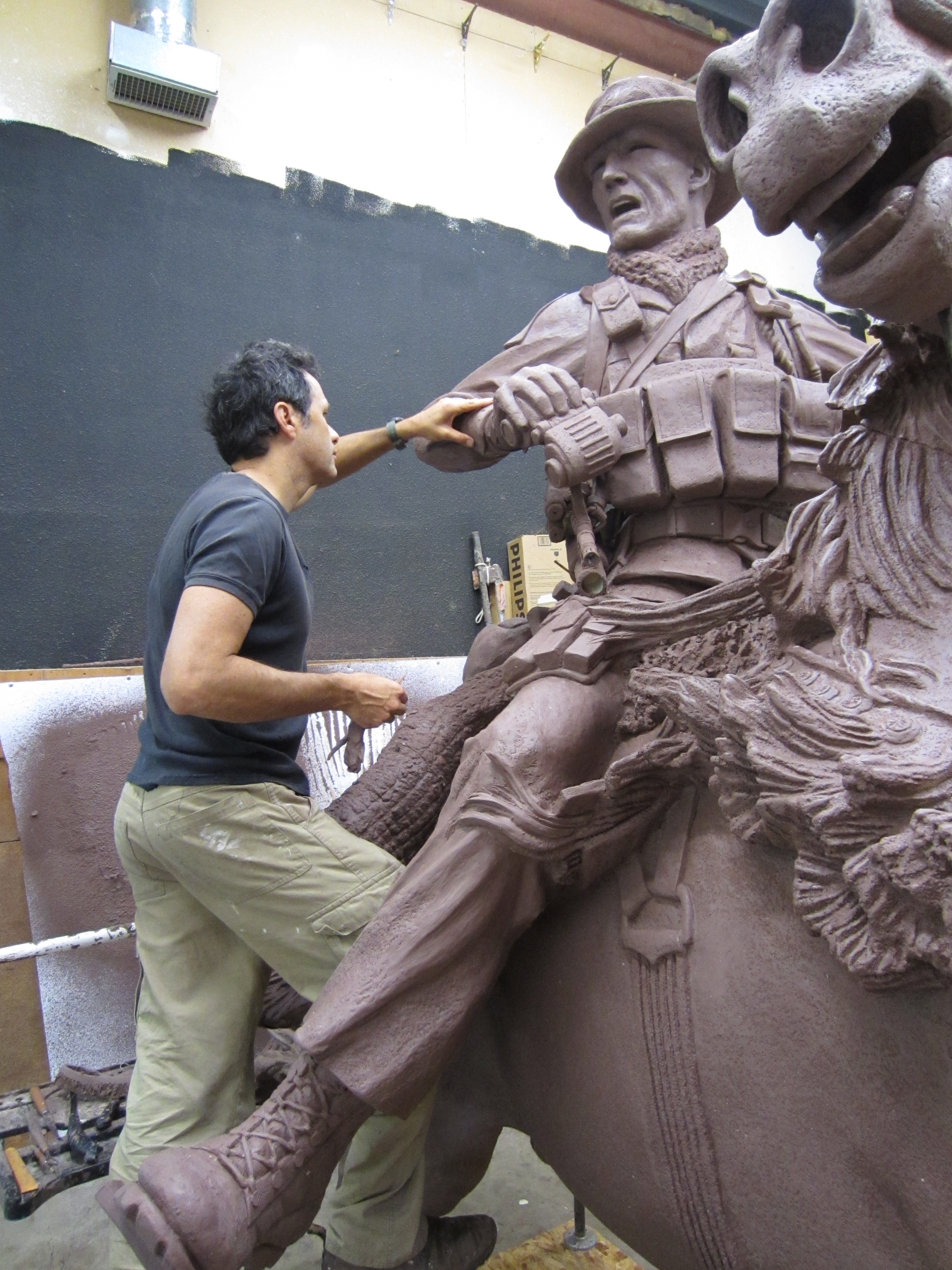
Blumberg coloca toques finais no modelo de argila da escultura do soldado a cavalo antes de iniciar o trabalho em bronze

Blumberg foi um domador de cavalos durante 18 anos e também é um aficionado por história militar, tendo realizado mais de 200 palestras públicas e privadas e recebido numerosos prêmios. Quando no final de 2001 viu a foto dos soldados das Forças Especiais norte americanas montadas a cavalo mostrada pelo secretário de Defesa Donald Rumsfeld, se sentiu motivado para criar uma estátua que representasse o singular evento.  Usando recursos próprios, fez uma pequena escultura de bronze de 46 centímetros de altura de um membro dos Boinas Verdes montando num cavalo afegão em apenas nove meses. Apresentou então a sua obra no John F. Kennedy Special Warfare Museum, o museu do Regimento das Forças Especiais do Exército de Estados Unidos em Fort Bragg.
A partir de então, a intenção de se esculpir a estátua se espalhou. Em 2003, formou-se a fundação sem fins lucrativos US Historical Monuments para ajudar a arredar fundos para a criação de um monumento baseado nela. Após alguns esforços frustrados, um grupo anônimo de banqueiros de Wall Street que tinham perdido parentes e colegas de trabalho nos ataques do 11 de setembro ouviu falar da escultura. Contrataram, desta feita, Blumberg e o encarregaram da construção de uma versão em grande escala para colocá-la próximo do Marco Zero, pagando-lhe a quantia de US$ 500.000,00  pela obra. A Fundação Gary Sinese e a Green Beret Foundation apoiaram o esforço para construir o monumento. Não foram utilizados recursos públicos na mesma.
Dois dos patrocinadores individuais de Wall Street disseram que se pergutaram às famílias e amigos se existia algum lugar onde se pudesse reverenciar as tropas norte americanas em ação no exterior no combate a ameaças terroristas. "Queríamos fazer algo pela comunidade de operações especiais e todos os ramos do serviço militar, porque todos os dias, desde os ataques do 11 de setembro, víamos esse buraco no solo", disse um dos patrocinadores. "O que todo mundo deve saber é que há gente como essa equipe, os Boinas Verdes, que estão dispostos a sacrificar qualquer coisa por eles". Em sua inauguração, pagou-se a totalidade dos custos da estátua que foram de mais de US$ 750.000,00, doados por centenas de cidadãos de forma anônima.
Blumberg vive em DeMossville, Kentucky. No entanto, grande parte do trabalho foi realizado pela Fundição Crucible em Norman, Oklahoma, especializada em monumentos de bronze. A estátua de bronze de 2300 quilos tem 4 metros de altura e está montada sobre um pedestal de granito de 1 metro de altura. "Esta obra emocionou-me muito", disse Blumberg. "Isto me permitiu honrar os soldados, capturando um aspecto único de sua missão para depois ter a oportunidade do posta-la em Nova York. Não podia ter funcionado melhor. Isso significou muito para mim".

## Inauguração
A estátua foi apresentada ao público durante o Desfile do Dia dos Veteranos na cidade de Nova York no dia 11 de novembro de 2011. A estátua foi exibida numa carruagem que realizou um desfile pela Quinta Avenida entre as à 23.ª e a 56.ª. Inaugurou-se o monumento no mesmo dia, numa cerimônia presidida pelo vice-presidente Joe Biden e o pelo General John Mulholland, comandante do Comando de Operações Especiais do Exército e ex comandante da Força Tarefa Dagger durante os primeiros dias da Guerra do Afeganistão. Esteve localizada temporariamente na rua West Street no interior do One World Financial Center na cidade de Nova York em frente ao Marco Zero.
É o primeiro monumento de acesso ao público relacionado às Forças Especiais do Exército dos Estados Unidos. Existe outro monumento comemorativo das Forças Especiais, o Meadows Memorial Field, em Fort Bragg, Carolina do Norte. Uma empresa privada de Wall Street doou o terreno para o monumento no One World Trade Center.
Em 19 de outubro de 2012, o general John Mulholland reinauguro a estátua em sua nova localização, em frente do One World Trade Center, ao outro lado do Marco Zero e próximo do Memorial e Museu Nacional do 11 de Setembro. Nesse momento ele era Tenente General e Subcomandante geral do Comando de Operações Especiais. A estátua de bronze foi disposta de tal maneira que o soldado a cavalo olha acima do ombro em direção ao World Trade Center. Vários representantes das Forças Especiais assistiram à cerimônia.